# Pectocarya platycarpa
Pectocarya platycarpa är en strävbladig växtart som först beskrevs av Philip Alexander Munz och Johnston, och fick sitt nu gällande namn av Philip Alexander Munz och I. M. Johnston. Pectocarya platycarpa ingår i släktet Pectocarya och familjen strävbladiga växter. Inga underarter finns listade i Catalogue of Life.

## Bildgalleri

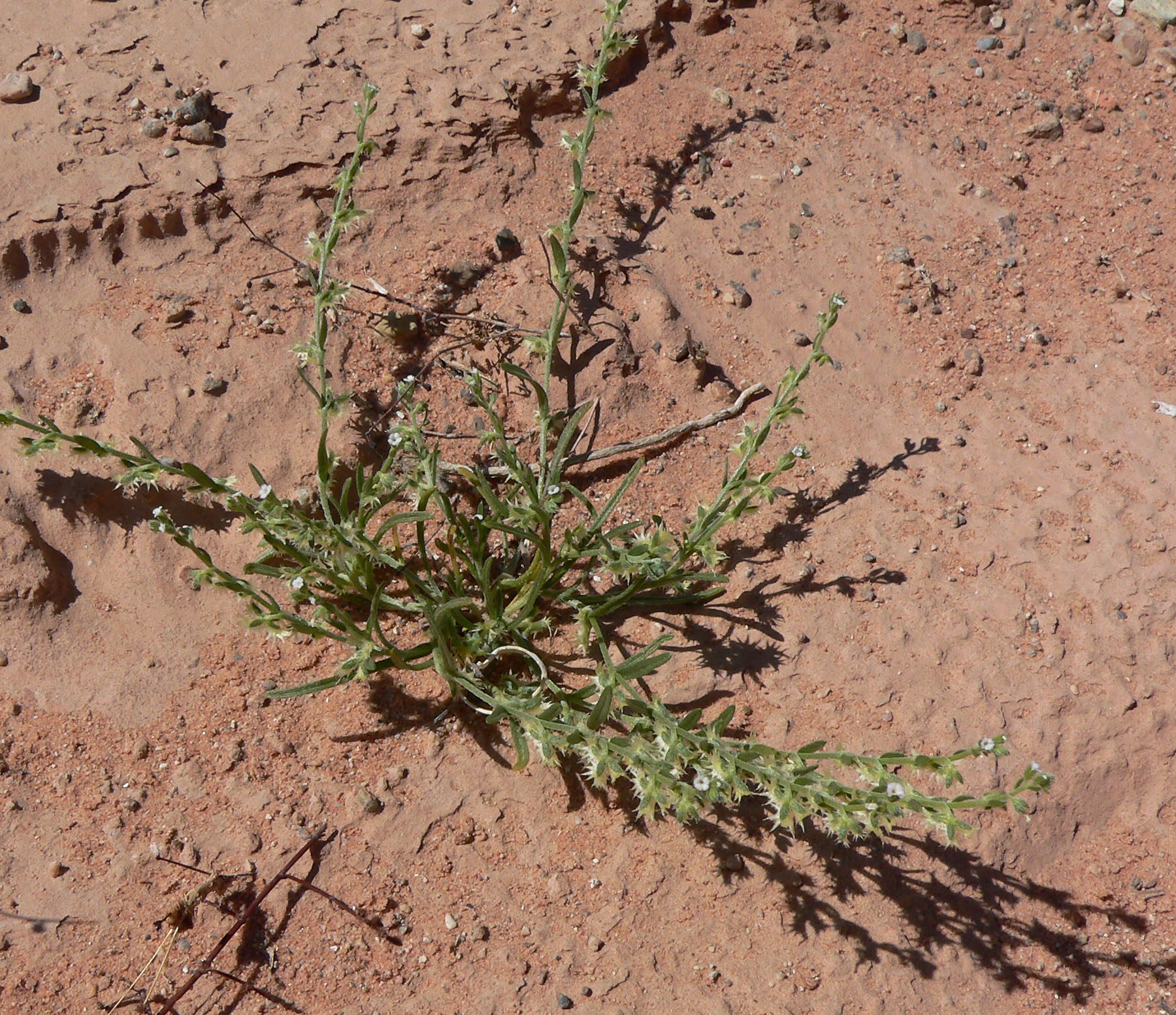
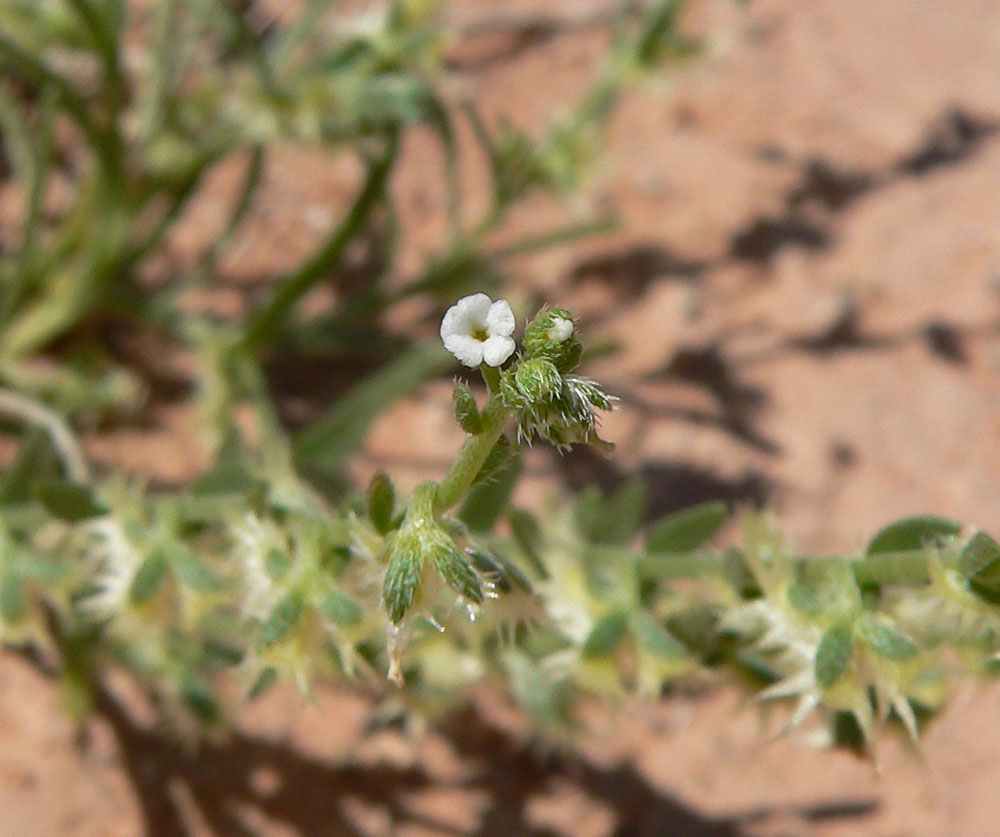
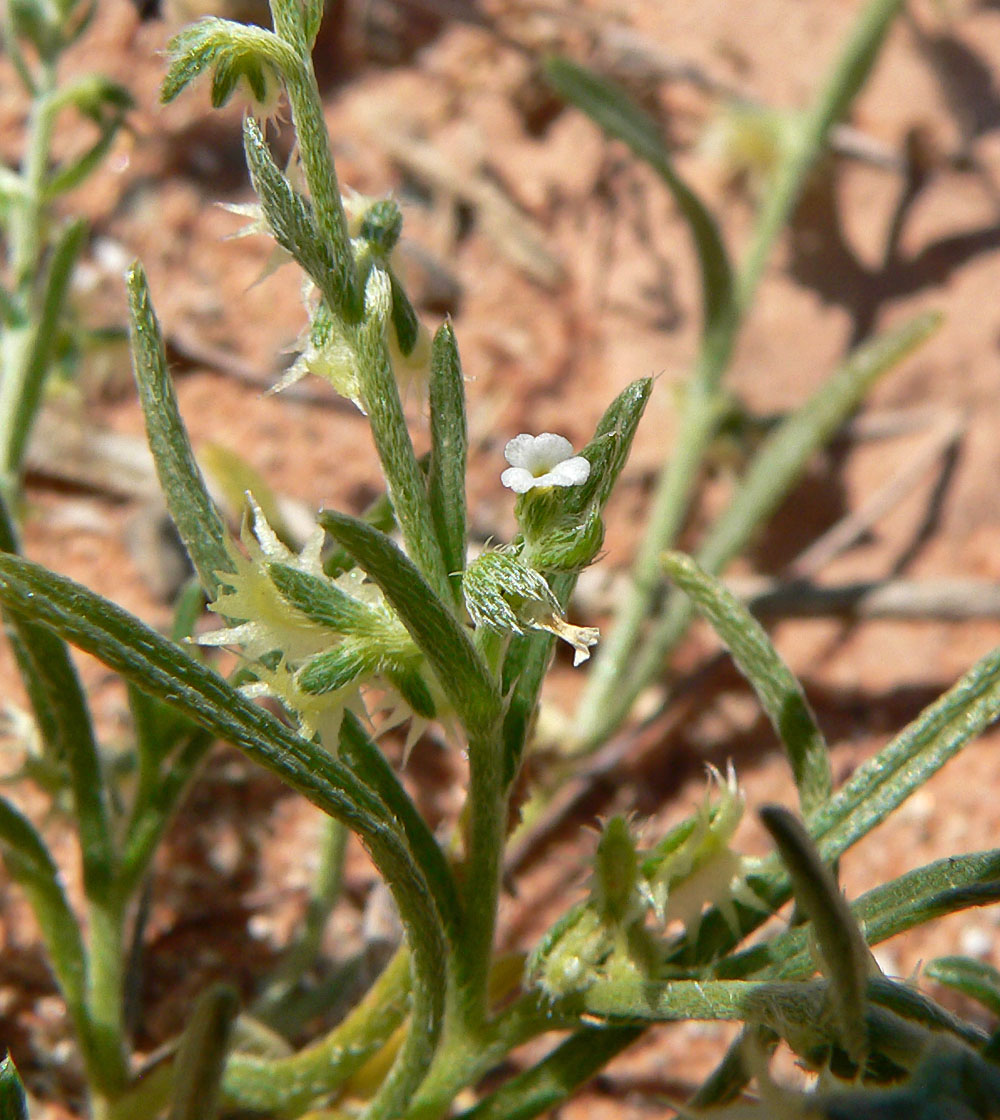
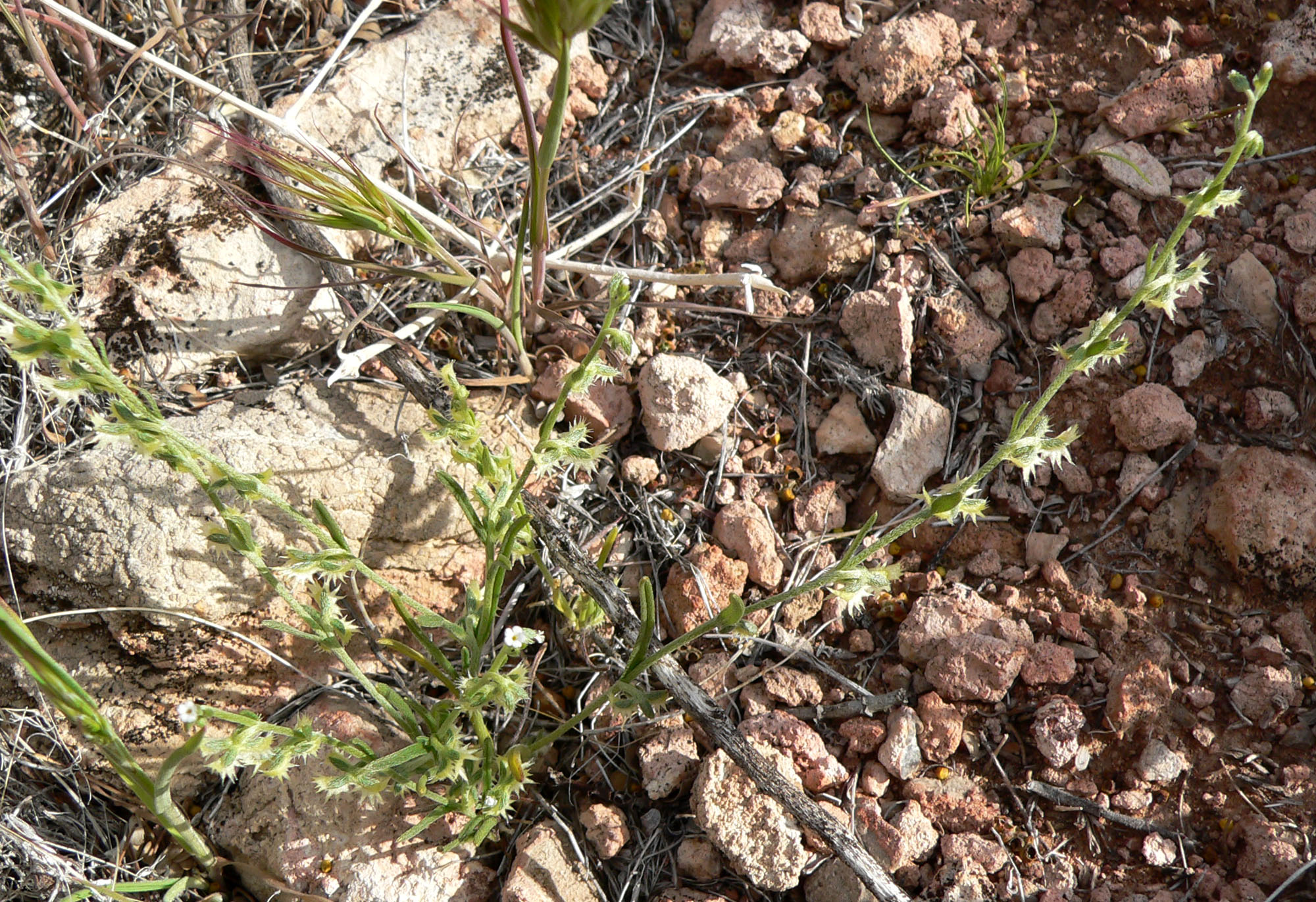
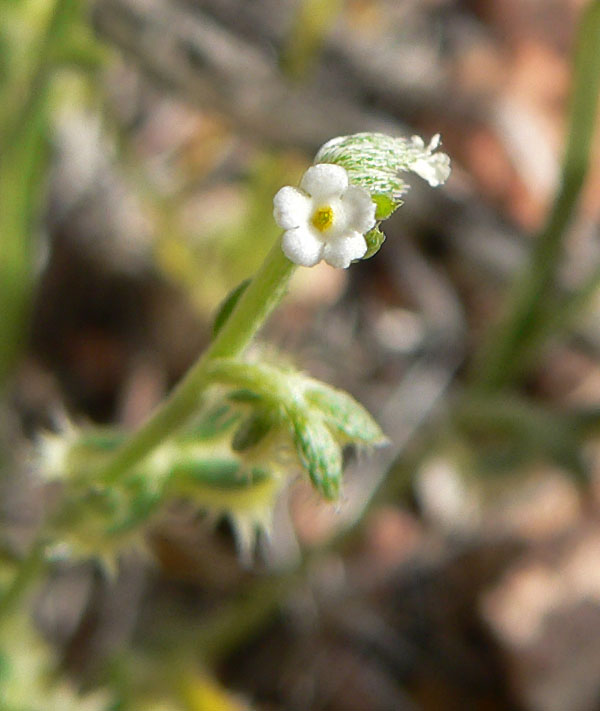
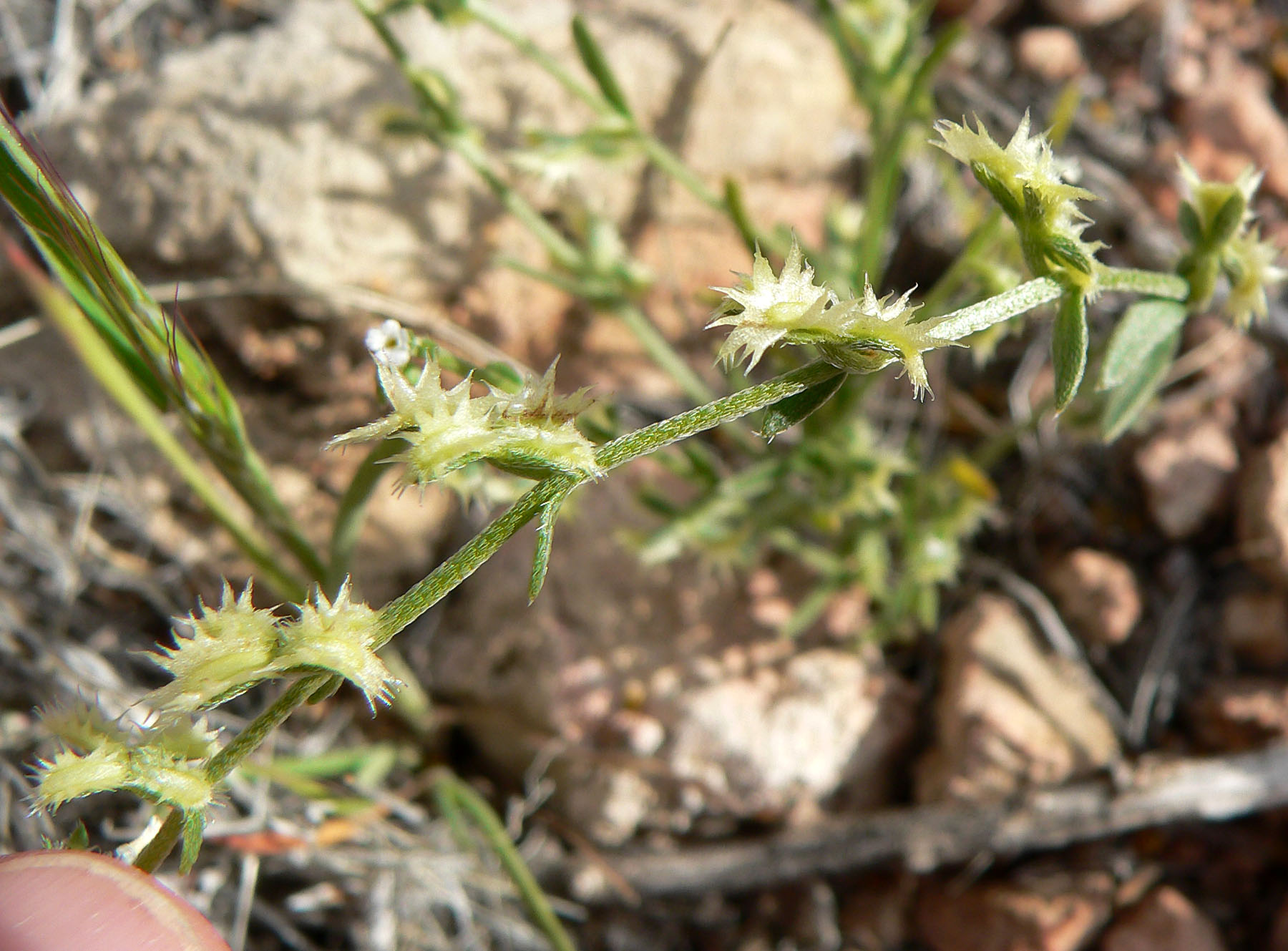